# Relations entre la Guinée et la Turquie
Les relations entre la Guinée et la Turquie sont les relations extérieures entre la République de Guinée et la Turquie. La Guinée a ouvert son ambassade à Ankara et la Turquie a ouvert son ambassade à Conakry en 2013.

## Relations diplomatiques
En 1958, la Guinée devient la seule colonie française d'Afrique subsaharienne à voter pour l'indépendance. Ahmed Sékou Touré, le dernier premier ministre colonial de la Guinée, est devenu le premier président de la Guinée après avoir fait campagne pour un vote en faveur de l’indépendance. 95% de la population vote pour l'indépendance, ce qui vaut à Sékou Touré l'inimitié du président français Charles de Gaulle. Les Français se retirèrent immédiatement, emportant avec eux tout ce qu'ils pouvaient et détruisant ce qu'ils ne pouvaient pas, y compris les ampoules électriques et les plans des canalisations d'égouts de Conakry. Les Français ont même brûlé des médicaments plutôt que de les laisser aux guinéens, faisant le la république de Guinée l'un des pays les plus pauvres, les moins développés et les plus isolés du monde.
La France a même menacé avec force ses partenaires de l'OTAN la Turquie et les États-Unis — en leur disant que si le Turquie ou les États-Unis fournissaient une quelconque assistance à la Guinée ou établissaient des relations commerciales, Charles de Gaulle était prêt à quitter l'OTAN. À la suite de cette ultime démarche, le président Eisenhower a même refusé de reconnaître les demandes d'aide étrangère de la Guinée. La Turquie a dénoncé la politique extrémiste de De Gaulle mais s'est abstenue de fournir une assistance à la Guinée.
Après avoir été snobé par les pays de l'OTAN en matière d'aide financière, Sékou Touré s'est tourné, comme on pouvait s'y attendre, vers l'Union soviétique pour obtenir une assistance économique. Jusqu'à la fin de la guerre froide, la Turquie entretenait des relations diplomatiques limitées avec la Guinée.

## Relations économiques
- Le volume des échanges commerciaux entre les deux pays s'élevait à 136,7 millions USD en 2019[1].
- Il existe des vols directs d'Istanbul à Conakry depuis le 30 janvier 2017[1].

## Relations éducatives
- La Fondation Maarif (en) de Turquie gère actuellement 5 écoles en Guinée[1].
- La Turquie accorde des bourses aux étudiants guinéens depuis 1992[1].

## Relations militaire
La Guinée reçois de nouvelles équipement pour la défense de son territoire de la part des turques,.

## Lectures complémentaires
- Adebajo, Adekeye et Ismail Rashid. Les défis sécuritaires de l'Afrique de l'Ouest : Construire la paix dans une région troublée. Boulder, Colorado : Lynne Rienner, 2004.
- Morrow, John H. Premier ambassadeur américain en Guinée. Nouveau-Brunswick, NJ : Rutgers University Press, 1968.
- Nwaubani, Ébéré. Les États-Unis et la décolonisation en Afrique de l’Ouest, 1950-1990. Rochester, NY : Presses de l'Université de Rochester, 2001